# Schlaitz
Schlaitz is een plaats en voormalige gemeente in de Duitse deelstaat Saksen-Anhalt, en maakt deel uit van de Landkreis Anhalt-Bitterfeld.
Schlaitz telt 1.033 inwoners.